# David Trainer
David Trainer is een Amerikaanse televisieregisseur, die onder meer de sitcom That '70s Show van FOX regisseerde. Hij regisseerde alle 201 afleveringen, behalve de allereerste, "That '70s Pilot". Hij werkte twee seizoenen als regisseur voor het programma Boy Meets World en regisseerde 60 afleveringen van Designing Women. Zijn naam staat de aftiteling van series als Sabrina, the Teenage Witch, Grace Under Fire, Cybill en Anything But Love. Hij werkte tevens aan enkele afleveringen van Seinfeld mee. Hij is de regisseur van de nieuwe Amerikaanse komedieserie die in 2009 van start ging: Sonny With a Chance.

## Prijzen

#### Emmy Awards
- 1989 - Designing Women - genomineerd
- 1990 - Designing Women - genomineerd
- 1991 - Designing Women - genomineerd

#### Directors Guild of America Awards
- 1993 - Seinfeld (aflevering 4.11) The Contest: Gewonnen - prijzen gedeeld met Tom Cherones
- 1997 - Seinfeld (aflevering 7.11) The Rye: Gewonnen - prijzen gedeeld met Andy Ackerman